# Heli (pel·lícula)
Heli és una pel·lícula independent mexicana dirigida per Amat Escalante. La pel·lícula aborda el tema del narcotràfic a Mèxic. Va ser estrenada en 2013, en la seixantasisena edició del festival de Canes, on va ser objecte de crítiques desiguals pel seu contingut violent.

## Sinopsi
La història inicia amb dues persones segrestades dins d'una camioneta, una de les quals està morta i nua. Quan els seus captors arriben a un pont per als vianants decideixen penjar el cos del mort, deixant l'altre intacte.
Heli (Armando Espitia) és un home jove i que és pare d'un bebè de pocs mesos d'edat. Viu amb el seu fill, la seva esposa, el seu pare i la seva germana menor, Estela (Andrea Vergara) a un petit poble de Guanajuato. Al poble, la majoria dels habitants són militars, narcotraficants o treballadors d'una planta de muntatge d'automòbils establerta aquí.
Estela, de 13 anys, s'enamora de Beto (Eduardo Palacios), un noi de 17 anys que entrena per a ser militar. Beto intenta formalitzar la seva relació amb Estela, però ella es nega per temor de quedar embarassada, i les conseqüències d'això, per la qual cosa Beto li proposa fugir del poble per a casar-se en secret. Per a obtenir els diners necessaris per a la seva fugida Beto roba dos paquets de cocaïna decomissada, els quals pensa revendre, demanant-li a Estela que els oculti a la seva casa. Heli descobreix els paquets en el tinaco de la casa, i al no voler involucrar-se en el narcotràfic decideix desfer-se d'ells, tirant-los a un estany. Quan els militars descobreixen això, decideixen matar a Beto, qui els va trair, i a Helli, ho deixen viu tirat. Quan arriben a casa de Heli, maten a trets al seu pare, i es van emportar a Heli i a Estela.

## Repartiment
- Armando Espitia com a Heli, el personatge titular
- Andrea Vergara com a Estela, germana d'Heli
- Linda González com a Sabrina, l'esposa de l'Heli
- Juan Eduardo Palacios com Alberto, el nuvi d'Estela
- Kenny Johnston com a comandant nord-americà i conseller d'entrenament militar

## Premis i nominacions
- Festival de Canes:[4]

| Any  | Categoria       | Resultat  |
| ---- | --------------- | --------- |
| 2013 | Palma d'Or      | Finalista |
| 2013 | Millor director | Guanyador |

Festival Internacional del Nou Cinema Llatinoamericà de l'Havana
| Any  | Categoria                       | Resultat   |
| ---- | ------------------------------- | ---------- |
| 2013 | Millor pel·lícula (Premi Coral) | Guanyadora |

Festival Internacional de Cinema de Viña del Mar
| Any  | Categoria                      | Resultat   |
| ---- | ------------------------------ | ---------- |
| 2014 | Millor pel·lícula (Premi Paoa) | Guanyadora |
| 2014 | Millor director                | Guanyador  |

- Premis Platino[7]

| Any  | Categoria         | Candidat       | Resultat  |
| ---- | ----------------- | -------------- | --------- |
| 2014 | Millor Pel·lícula |                | Nominada  |
| 2014 | Millor Director   | Amat Escalante | Guanyador |

- Premis Ariel[9]

| Any  | Categoria                   | Candidat                                                                           | Resultat  |
| ---- | --------------------------- | ---------------------------------------------------------------------------------- | --------- |
| 2014 | Millor pel·lícula           |                                                                                    | Nominada  |
| 2014 | Millor director             | Amat Escalante                                                                     | Guanyador |
| 2014 | Millor actor                | Armando Espitia                                                                    | Nominat   |
| 2014 | Millor coactuació masculina | Juan Eduardo Palacios                                                              | Nominat   |
| 2014 | Millor coactuació femenina  | Linda González Hernández                                                           | Nominada  |
| 2014 | Millor guió original        | Amat Escalante i Gabriel Reyes                                                     | Nominats  |
| 2014 | Millor edició               | Natalia López                                                                      | Nominada  |
| 2014 | Millor fotografia           | Lorenzo Hagerman                                                                   | Nominat   |
| 2014 | Millor so                   | Sergio Díaz, Catriel Vildosola i Vincent Arnardi                                   | Nominats  |
| 2014 | Millor disseny d'art        | Daniela Schneider                                                                  | Nominada  |
| 2014 | Millor vestuari             | Daniela Schneider                                                                  | Nominada  |
| 2014 | Millor maquillatge          | Jorge Fuentes                                                                      | Nominat   |
| 2014 | Millors efectes visuals     | Juanma Nogales, Ana Rubio, Andrés Martínez, Eduardo Villadoms i Rodrigo Echevarría | Nominats  |
| 2014 | Millors efectes especials   | Alejandro Vázquez, José Luis Pérez i Carlos Ochoa'                                 | Nominats  |

Premi Iberoamericà de Cinema Fénix (2014)
| Millor director | Amat Escalante                 | Guanyador |
| Millor guió     | Amat Escalante i Gabriel Reyes | Guanyador |